# Филимоново (Челябинская область)
Филимо́ново — село в Чебаркульском районе Челябинской области. Административный центр Филимоновского сельского поселения.
Через село протекает река Кокуй.

## История
Возведение ряда крепостей, в том числе Чебаркульской, сделало местные земли безопасными от набегов степных племен и способствовало их освоению. Филимоново было основано в 1774 году поселенцем Филимоном Фокиным, крестьянином из села Конево Камышловского уезда. До революции большинство жителей села считались зажиточными людьми. Известно, что в то время каждому филимоновскому казаку выделялось по 15-20 гектаров пашни.
Филимоново исторически известно своими запасами золота. Так, в районе Иоанно-Крестительского месторождения был обнаружен глиняный сосуд с золотоносным песком, возраст которого превышает 2000 лет. К середине XIX века в окрестностях Филимоново начинается вестись золотодобыча. Место, в котором добывали золото, сейчас известно как Алтын-Таш, что в переводе с башкирского означает «золотой камень». Также поблизости были обнаружены Семиновское, Екатерининское и Ионно-Крестительское месторождения золота. В 30-х годах XX века в Филимоново была построена первая фабрика по обогащение золотой руды.

## Население
| Год  | Население (чел.) |
| ---- | ---------------- |
| 1782 | 81               |
| 1816 | 176              |
| 1877 | 734              |

### Население по данным всероссийских переписей населения
| 2002 | 2010  |
| ---- | ----- |
| 1560 | ↘1449 |

По данным Всероссийской переписи, в 2010 году численность населения села составляла 1449 человек (676 мужчин и 773 женщины).

## Инфраструктура
В селе функционируют две общеобразовательных школы и три детских сада, а также участковая больница.

## Улицы
Уличная сеть села состоит из 26 улиц.